# 1924 en chimie
Cet article présente les faits marquants de l'année 1924 en chimie.

## Évènements
- 25 novembre : Louis de Broglie introduit le modèle ondulatoire en mécanique quantique en se basant sur les idées de la Dualité onde-particule[1]. Il expose ses recherches sur la théorie des quanta dans sa thèse de doctorat. Fondation de la mécanique ondulatoire[2].
- René Audubert et John Alfred Valentine Butler publient indépendamment les premières approches d'une théorie moderne de la surtension[3] qui doivent permettre de rendre compte de la loi empirique de Julius Tafel datant de 1905[4].

## Prix
- Médaille Davy : Arthur George Perkin pour ses recherches sur la structure des matières colorantes naturelles[5],[6].
- Faraday Lectureship : Robert Andrews Millikan[7]
- Médaille William-H.-Nichols : Charles A. Kraus[8]

## Naissances
- 25 juillet[9] : Pierre Gy (mort en 2015), chimiste et statisticien français.
- 21 août[10] : Ronald Gillespie (mort en 2021), professeur de chimie canadien.

## Décès
- 4 juillet[11] : Josef Herzig (né en 1853), chimiste autrichien.